# Amalia Augusta di Baviera
Amalia Augusta di Baviera (Monaco di Baviera, 13 novembre 1801 – Dresda, 8 novembre 1877) nata principessa di Baviera, divenne regina di Sassonia come consorte di Giovanni di Sassonia (1801-1873).

## Biografia

### Infanzia

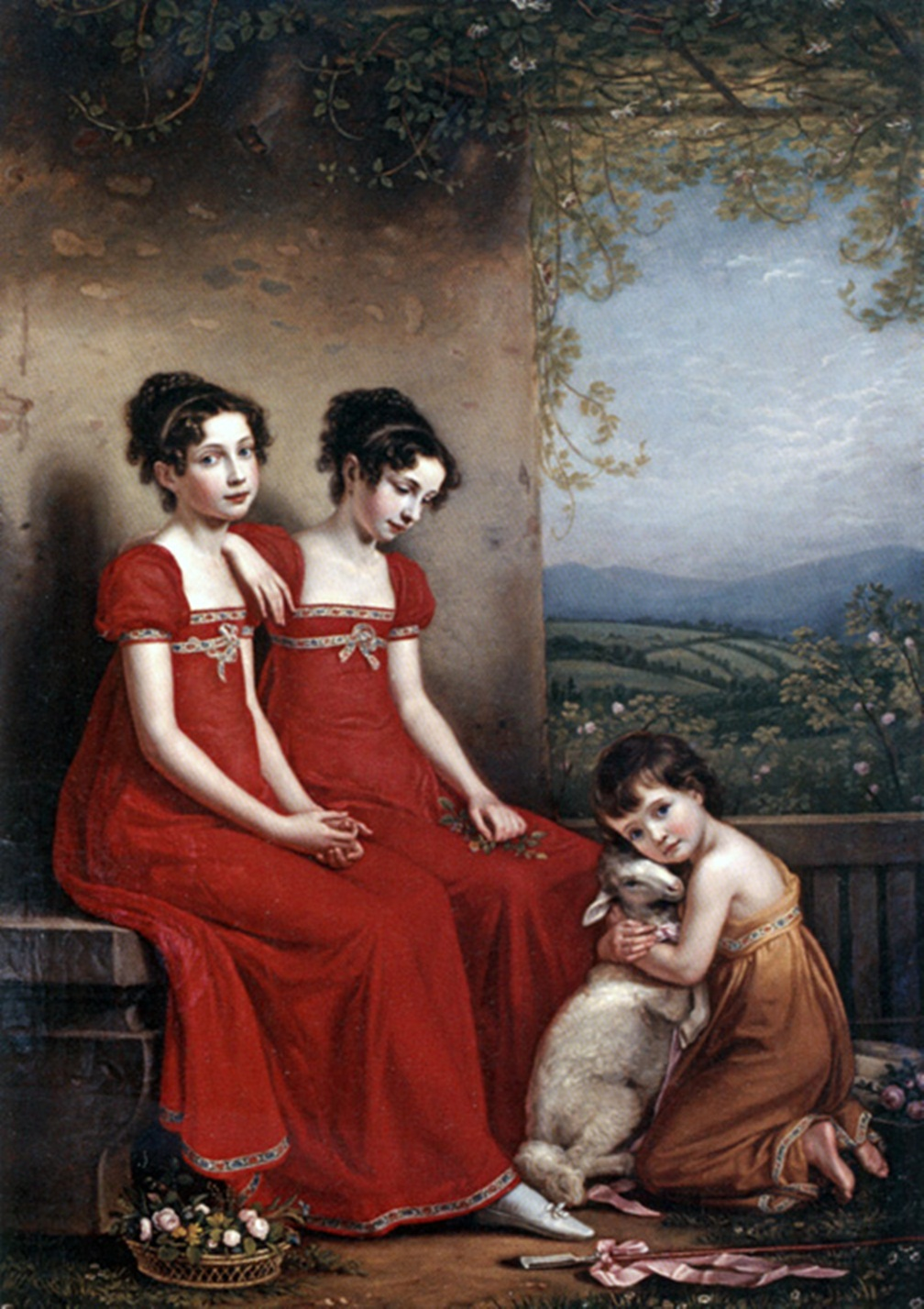
Amalia ritratta con le sorelle Elisabetta e Massimiliana da Joseph Karl Stieler

Amalia era figlia del re Massimiliano I di Baviera e della sua seconda moglie Carolina di Baden.
Aveva una sorella gemella, Elisabetta, divenuta regina di Prussia come consorte di Federico Guglielmo IV.

### Matrimonio

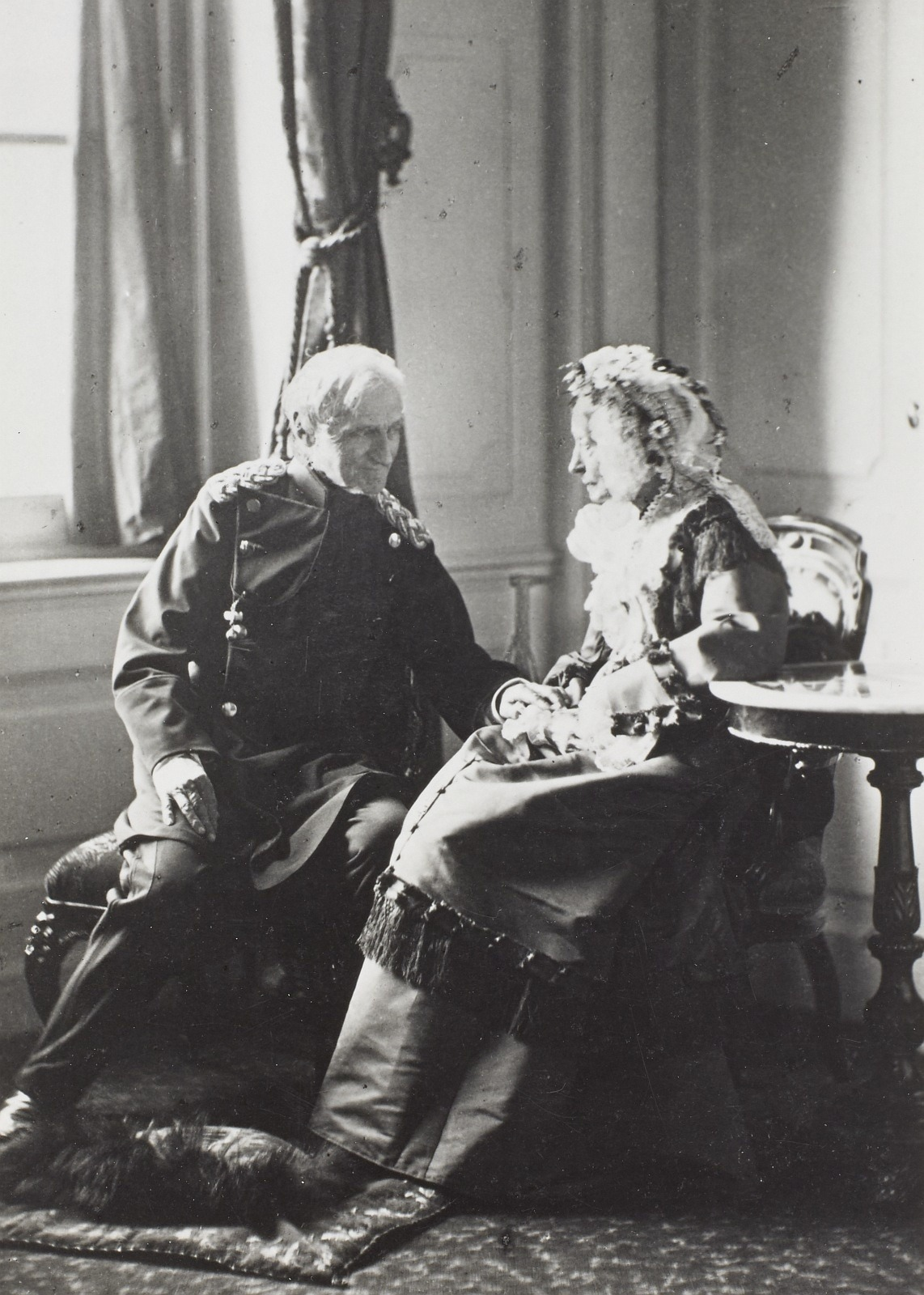
Re Giovanni di Sassonia e la regina Amalia nel 1870

Il 21 novembre del 1822 Amalia sposò il principe ereditario Giovanni, futuro re di Sassonia dal 1854 al 1873, figlio di Massimiliano di Sassonia e della sua prima moglie Carolina di Borbone-Parma.

### Morte

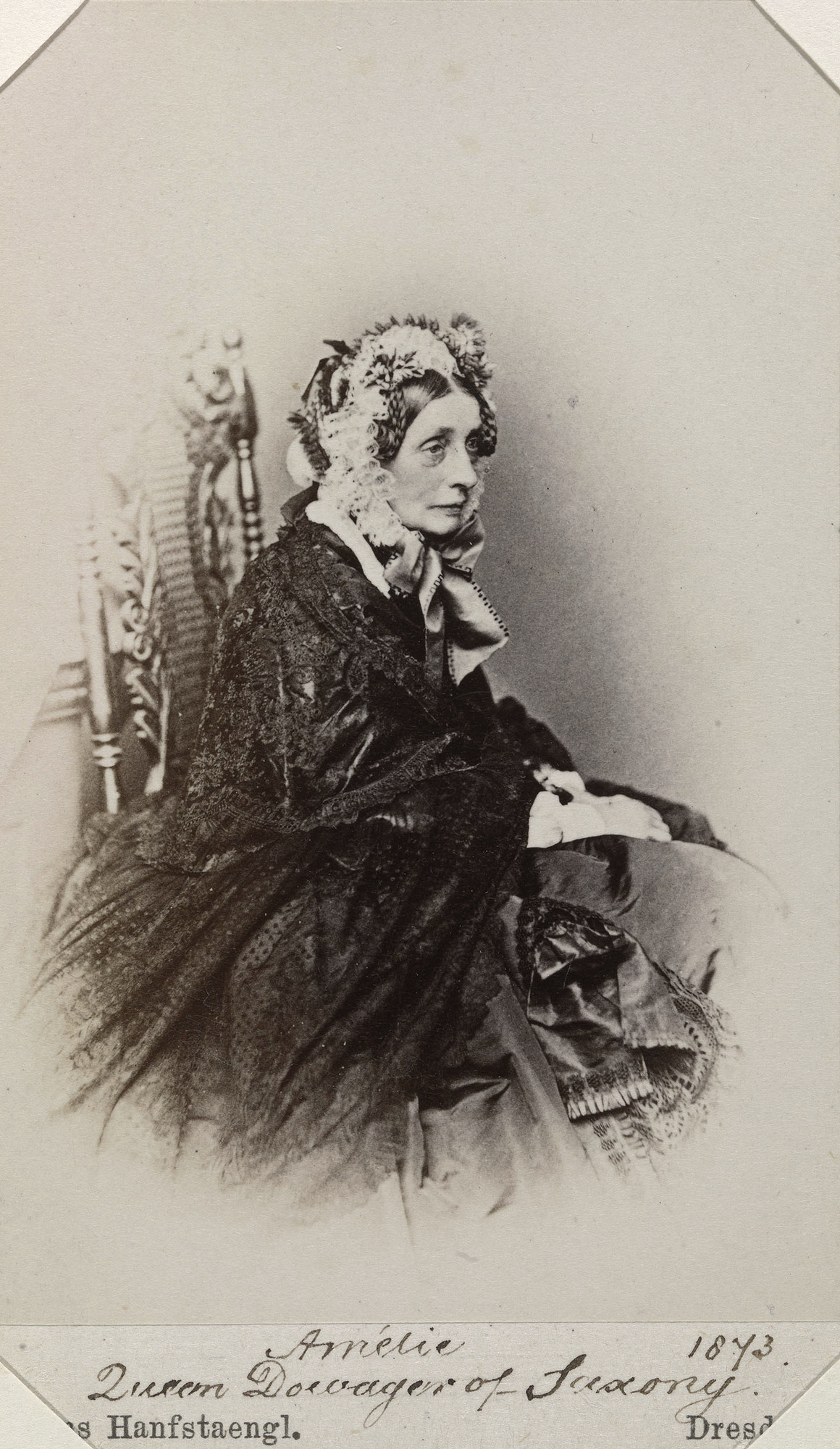
Amalia di Baviera, regina madre di Sassonia, nel 1873

Amalia, dopo essere rimasta vedova, morì l'8 novembre 1877 a Dresda.

## Discendenza
La coppia ebbe nove figli:
- Maria Augusta Federica, nata nel 1827 e morta nel 1857;
- Alberto, nato nel 1828 e morto nel 1902, futuro re di Sassonia, sposò la principessa Carola di Vasa (1833-1907);
- Elisabetta, nata nel 1830 e morta nel 1912, sposò in prime nozze Ferdinando di Savoia-Genova (1822-1855) e in seconde nozze Nicolò, marchese di Rapallo;
- Federico Augusto Ernesto, nato nel 1831 e morto nel 1847;
- Giorgio, nato nel 1832 e morto nel 1904, sposò Maria Anna Ferdinanda di Braganza (1843-1884);
- Maria Sidonia, nata nel 1834 e morta nel 1862;
- Anna, nata nel 1836 e morta nel 1859, sposò Ferdinando IV di Toscana (1835-1908);
- Margherita, nata nel 1840 e morta nel 1858, sposò l'arciduca Carlo Ludovico d'Asburgo-Lorena (1833-1896);
- Sofia, nata nel 1845 e morta nel 1867, sposò Carlo Teodoro (1839-1909), duca in Baviera.

## Ascendenza
|                                            |                         |                                                 | Genitori                                     |  |  | Nonni |  |  | Bisnonni                                 |  |  | Trisnonni                                          |  |
|                                            |                         |                                                 |                                              |  |  |       |  |  | Cristiano III del Palatinato-Zweibrücken |  |  | Cristiano II del Palatinato-Zweibrücken-Birkenfeld |  |
|                                            |                         |                                                 |                                              |  |  |       |  |  | Cristiano III del Palatinato-Zweibrücken |  |  | Cristiano II del Palatinato-Zweibrücken-Birkenfeld |  |
|                                            |                         | Caterina Agata di Rappoltstein                  |                                              |  |  |       |  |  | Cristiano III del Palatinato-Zweibrücken |  |  |                                                    |  |
| Federico Michele di Zweibrücken-Birkenfeld |                         |                                                 |                                              |  |  |       |  |  | Cristiano III del Palatinato-Zweibrücken |  |  |                                                    |  |
|                                            |                         | Carolina di Nassau-Saarbrücken                  | Luigi Cratone di Nassau-Saarbrücken          |  |  |       |  |  |                                          |  |  |                                                    |  |
|                                            |                         | Carolina di Nassau-Saarbrücken                  | Luigi Cratone di Nassau-Saarbrücken          |  |  |       |  |  |                                          |  |  |                                                    |  |
|                                            |                         | Carolina di Nassau-Saarbrücken                  | Enrichetta Filippina di Hohenlohe-Langenburg |  |  |       |  |  |                                          |  |  |                                                    |  |
| Massimiliano I Giuseppe di Baviera         |                         | Carolina di Nassau-Saarbrücken                  |                                              |  |  |       |  |  |                                          |  |  |                                                    |  |
|                                            |                         | Giuseppe Carlo del Palatinato-Sulzbach          | Teodoro Eustachio del Palatinato-Sulzbach    |  |  |       |  |  |                                          |  |  |                                                    |  |
|                                            |                         | Giuseppe Carlo del Palatinato-Sulzbach          | Teodoro Eustachio del Palatinato-Sulzbach    |  |  |       |  |  |                                          |  |  |                                                    |  |
|                                            |                         | Giuseppe Carlo del Palatinato-Sulzbach          | Maria Eleonora d'Assia-Rotenburg             |  |  |       |  |  |                                          |  |  |                                                    |  |
| Maria Francesca del Palatinato-Sulzbach    |                         | Giuseppe Carlo del Palatinato-Sulzbach          |                                              |  |  |       |  |  |                                          |  |  |                                                    |  |
|                                            |                         | Elisabetta Augusta Sofia del Palatinato-Neuburg | Carlo III Filippo del Palatinato             |  |  |       |  |  |                                          |  |  |                                                    |  |
|                                            |                         | Elisabetta Augusta Sofia del Palatinato-Neuburg | Carlo III Filippo del Palatinato             |  |  |       |  |  |                                          |  |  |                                                    |  |
|                                            |                         | Elisabetta Augusta Sofia del Palatinato-Neuburg | Ludwika Karolina Radziwiłł                   |  |  |       |  |  |                                          |  |  |                                                    |  |
| Amalia Augusta di Baviera                  |                         | Elisabetta Augusta Sofia del Palatinato-Neuburg |                                              |  |  |       |  |  |                                          |  |  |                                                    |  |
|                                            | Carlo Federico di Baden | Federico di Baden-Durlach                       |                                              |  |  |       |  |  |                                          |  |  |                                                    |  |
|                                            | Carlo Federico di Baden | Federico di Baden-Durlach                       |                                              |  |  |       |  |  |                                          |  |  |                                                    |  |
|                                            | Carlo Federico di Baden | Amalia di Nassau-Dietz                          |                                              |  |  |       |  |  |                                          |  |  |                                                    |  |
| Carlo Luigi di Baden                       | Carlo Federico di Baden |                                                 |                                              |  |  |       |  |  |                                          |  |  |                                                    |  |
|                                            |                         | Carolina Luisa d'Assia-Darmstadt                | Luigi VIII d'Assia-Darmstadt                 |  |  |       |  |  |                                          |  |  |                                                    |  |
|                                            |                         | Carolina Luisa d'Assia-Darmstadt                | Luigi VIII d'Assia-Darmstadt                 |  |  |       |  |  |                                          |  |  |                                                    |  |
|                                            |                         | Carolina Luisa d'Assia-Darmstadt                | Carlotta di Hanau-Lichtenberg                |  |  |       |  |  |                                          |  |  |                                                    |  |
| Carolina di Baden                          |                         | Carolina Luisa d'Assia-Darmstadt                |                                              |  |  |       |  |  |                                          |  |  |                                                    |  |
|                                            |                         | Luigi IX d'Assia-Darmstadt                      | Luigi VIII d'Assia-Darmstadt                 |  |  |       |  |  |                                          |  |  |                                                    |  |
|                                            |                         | Luigi IX d'Assia-Darmstadt                      | Luigi VIII d'Assia-Darmstadt                 |  |  |       |  |  |                                          |  |  |                                                    |  |
|                                            |                         | Luigi IX d'Assia-Darmstadt                      | Carlotta di Hanau-Lichtenberg                |  |  |       |  |  |                                          |  |  |                                                    |  |
| Amalia d'Assia-Darmstadt                   |                         | Luigi IX d'Assia-Darmstadt                      |                                              |  |  |       |  |  |                                          |  |  |                                                    |  |
|                                            |                         | Carolina del Palatinato-Zweibrücken-Birkenfeld  | Cristiano III del Palatinato-Zweibrücken     |  |  |       |  |  |                                          |  |  |                                                    |  |
|                                            |                         | Carolina del Palatinato-Zweibrücken-Birkenfeld  | Cristiano III del Palatinato-Zweibrücken     |  |  |       |  |  |                                          |  |  |                                                    |  |
|                                            |                         | Carolina del Palatinato-Zweibrücken-Birkenfeld  | Carolina di Nassau-Saarbrücken               |  |  |       |  |  |                                          |  |  |                                                    |  |
|                                            |                         | Carolina del Palatinato-Zweibrücken-Birkenfeld  |                                              |  |  |       |  |  |                                          |  |  |                                                    |  |

## Titoli e trattamento
- 13 novembre 1801 – 26 dicembre 1805: Sua Altezza Serenissima, la principessa Amalia Augusta di Baviera[2]
- 26 dicembre 1805 – 22 novembre 1822: Sua Altezza Reale, la principessa Amalia Augusta di Baviera
- 22 novembre 1822 – 6 giugno 1836: Sua Altezza Reale, la principessa Amalia Augusta di Sassonia, duchessa di Sassonia, principessa di Baviera
- 6 giugno 1836 – 9 agosto 1854: Sua Altezza Reale, la Principessa ereditaria di Sassonia, Duchessa di Sassonia, Principessa di Baviera
- 9 agosto 1854 – 29 ottobre 1873: Sua Maestà, la Regina di Sassonia
- 29 ottobre 1873 – 8 novembre 1877: Sua Maestà, la Regina Madre di Sassonia